# ツシマヤマネコ
ツシマヤマネコ（対馬山猫、Prionailurus bengalensis euptilura）は、哺乳綱食肉目ネコ科に属するベンガルヤマネコの極東亜種。日本では長崎県の対馬にのみ分布する。
現代の日本に自然分布するヤマネコは、ツシマヤマネコとイリオモテヤマネコ（西表島）の2種である。

## 分布と認知
分布域はモンゴル、中国大陸北部、東シベリア（アムール川流域）、朝鮮半島、済州島（絶滅）、対馬となる。別名アムールヤマネコといい、ツシマヤマネコはアムールヤマネコの1集団とする考え方もある。以前はFelis bengalensis manchuricaとしてマンシュウヤマネコまたはチョウセンヤマネコと呼ぶこともあった。
(増田隆一 1996)よる分子進化学的研究では、上記のようなアジア大陸北東部から10万年前に対馬にやってきたと推定されており、江戸時代に同地を治めた対馬藩がまとめた『産物覚書』（1735年）に「山ねこ」とあるのが現存最古の記録とみられる。対馬の住民は、ツシマテンやチョウセンイタチを含めて「やまねこ」と総称し、ツシマヤマネコを区別する時には「とらやま」（「虎毛のやまねこ」の意味）や「とらふ」「とらげ」と呼ばれていた。地域によってはツシマヤマネコの餌となる動物が住む水田付近でも見かけられることから「田ネコ」「里ネコ」と呼んでいた。
国・地方の行政機関でつくるツシマヤマネコ保護増殖連絡協議会は、「とらやま」の「と」（10）と「や」（8）にちなんで、10日8日を「ツシマヤマネコの日」と2005年に定めた。
地元民にはツシマヤマネコの他に、山に棲息する「オオヤマネコ」が認知され、これらのうち ツシマヤマネコを上記同様に「虎毛」と呼んで区別していたとされる。1972年にも研究者による目撃があるとされる。こちらは頭胴長が約1.2ｍと既知のヤマネコよりも大型で、毛皮には模様がなくて全身が黄土色の毛で覆われているという。
江戸時代末期に江戸の町名主だった斎藤月岑は嘉永4年（1851年）10月21日、両国橋のたもとで見世物にされていた、豊後（現在の大分県）で生け捕られたという触れ込みの「虎」を見物したことを日記に絵付きで描いており、東京大学准教授の藤原重雄は、虎ではなくツシマヤマネコであったと推測している。

## 分類
環境省が2007年に公表した哺乳類レッドリストではPrionailurus bengalensis euptiluraで掲載されているが、それ以前はFelis属に含められていた。かつては独立種とする説もあった。
台湾の個体群や西表島の個体群（イリオモテヤマネコ）を、本亜種に含める説もある。

## 特徴
- 体長：50-80cm
- 体重：3-5kg
- 寿命：8-10年

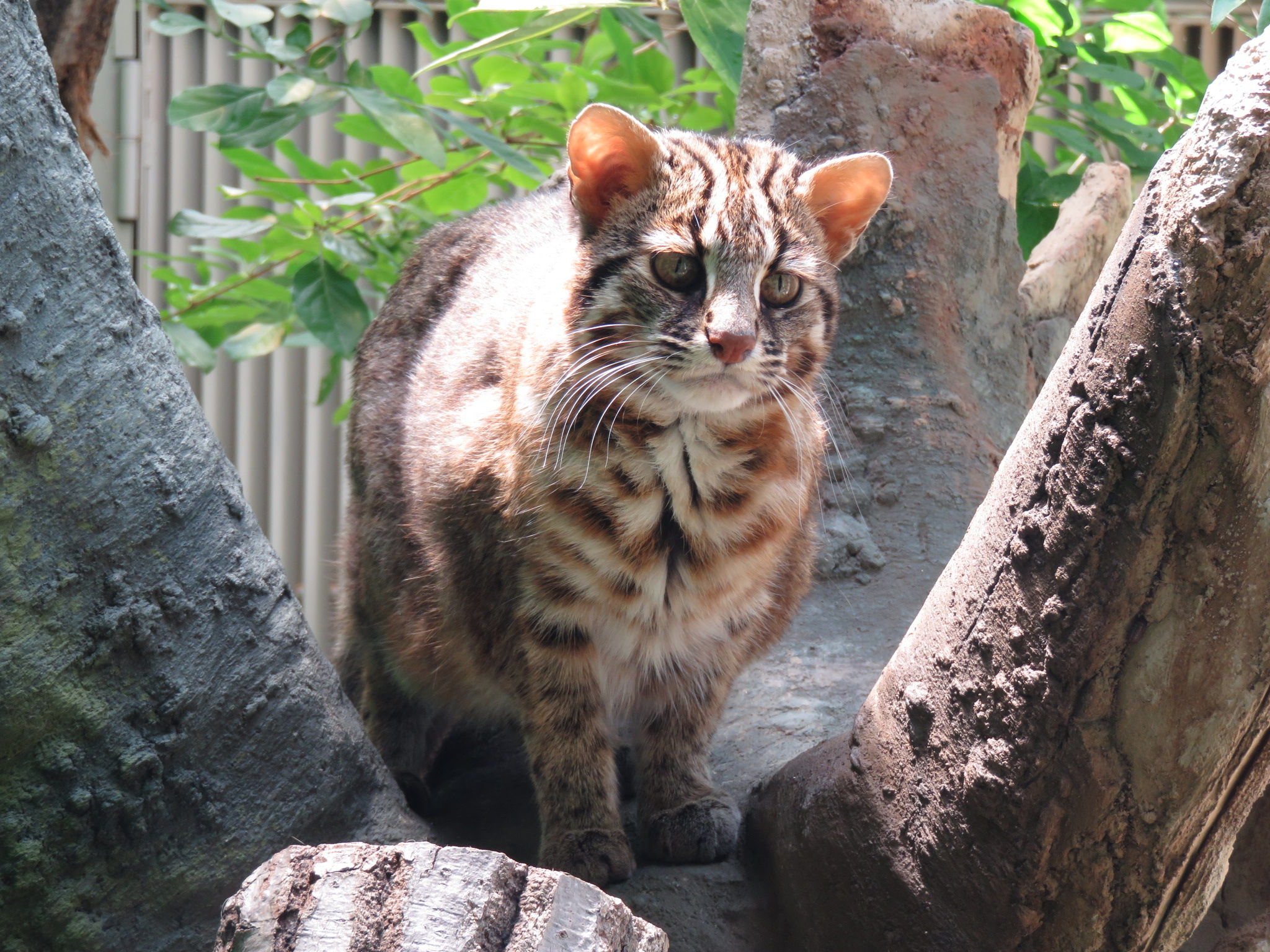
ツシマヤマネコ（東山動植物園）

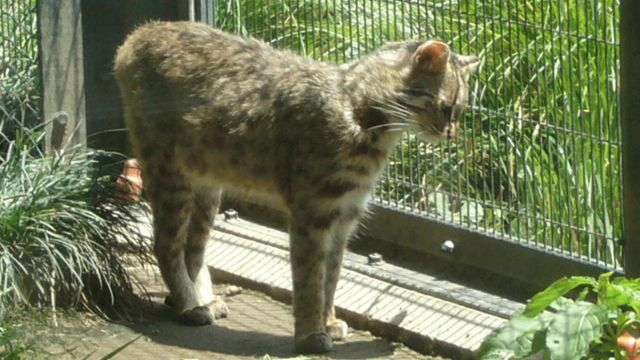
アムールヤマネコ（井の頭自然文化園）

- 生息数：80-110頭（2000年代前半〜2010年代前半）
- 耳の裏に白色の斑点

## 絶滅の危険性と保護対策

### ツシマヤマネコの減少
日本国内に野生で分布するネコ類は、人為的移入種であるイエネコが飼育下から離れた野猫を除けば、対馬のツシマヤマネコと、西表島のイリオモテヤマネコの2つのみである。1965年の劇的な発見と報道（『毎日新聞』1965年4月15日）により全国的に知られるようになったイリオモテヤマネコと比べると知名度は劣るが、本種も同様に絶滅が危惧される希少動物である。1994年、環境庁（当時）によって国内希少野生動植物種に指定されたが、哺乳類では長らくイリオモテヤマネコと本種の2種のみが指定種であった（2004年にダイトウオオコウモリとアマミノクロウサギが、2009年にオガサワラオオコウモリが指定され、現在は5種）。
ツシマヤマネコは1971年には国の天然記念物に指定されているが、いまだイリオモテヤマネコと同じ特別天然記念物への指定はなされていない。一方、1998年の「哺乳類レッドリスト (環境省)」（当時は環境庁）発表以来、一貫して絶滅の恐れが最も高い絶滅危惧IA類 (CR)（環境省レッドリスト）とされている（イリオモテヤマネコは当初IB類であり、2007年よりIA類となった）。
1920年（大正9年）に黒田長礼が天然記念物指定に向けた調査を行ない、明治35年（1902年）頃まで対馬各地にいたが、ツシマテンとともに毛皮目的に狩られ、猟犬の導入もあって激減したことを報告している。太平洋戦争後の1949年（昭和24年）に非狩猟獣に指定されるまでは、毛皮目的のほか、鶏を襲う害獣としての駆除、さらに食用として狩られた。
しかしその後、森林伐採による営巣地の破壊に加え、林業の普及により本来の植生である広葉樹林や照葉樹林そして混合林の伐採された跡に針葉樹の植林が進められたことや、山間部で耕作放棄地が増えたこともあって、食物となるネズミや野鳥などの小動物が減少した。水路で獲れるウナギ等の魚を含む小動物が豊富であることから、また、外敵から子猫を守りやすいために、ツシマヤマネコは特に育児期には、耕作地に出没することが多かった。
対馬にはツシマテンやチョウセンイタチといった競合者が多く、これらの動物はツシマヤマネコよりも雑食性が強いために、開発が進んだ環境にも強い。除鼠剤や農薬の使用がさらに追い討ちをかけ、近年は野猫や野犬の増加がツシマヤマネコの生存環境をますます圧迫している。1996年には、野猫ないし野良猫から感染したと思われるFIV感染症（いわゆるネコエイズ）のツシマヤマネコが初めて発見されている。また、鶏小屋を野猫などの被害から守るために農家が設置した罠（トラバサミ）によりケガをする個体も相次いでいる。さらに近年では、開発が遅れていた北部でも道路整備が進んだことで、交通事故により死傷するツシマヤマネコも増加している。なお、対馬にはツシマヤマネコの飛び出しに注意を促す道路標識がある。
このような悪条件のもと、1970年代以前には約300頭、1980年代には100-140頭と推定されていたツシマヤマネコは、1990年代の調査では90-130頭、2000年代前半の調査では80-110頭にまで減少した。2010年-2012年に実施したツシマヤマネコ生息状況等調査（第四次特別調査）では、70-100頭と推定され、減少傾向にあるとされている。
対馬南部（下島）での生息について映像や個体等の明らかな確認は、1984年の交通事故で死亡したと考えられる個体の発見以来、長らく途絶えていた。このことからも本種の野生個体がいかに減少しているかが窺える。しかし、2007年3月2日に南部で成獣が撮影され、5月8日に環境省が南部での23年ぶりの生息確認を発表した。また、2023年4月19日には美津島町洲藻で左前脚を負傷した成獣が発見され、連絡を受けた対馬野生生物保護センターが保護し、断脚手術と治療を行った。この個体は野生復帰が困難と判断され、東山動植物園（愛知県名古屋市）に移送された。下島で確認された地域数（5年ごとに集計）は、2006年 - 2010年度は4地域、2011年 - 2015年度も4地域だったが、2016年 - 2020年度は10地域、2021年 - 2023年度は14地域に増えている。

### 保護活動と人工繁殖
このようにツシマヤマネコは絶滅の危機にあったため、1994年、種の保存法により国内希少野生動植物種の指定を受けた。環境庁（現・環境省）は同法に基づき、1997年に対馬北部の上県町に対馬野生生物保護センターを開設し、ツシマヤマネコなどの生態調査、交通事故被害やFIV感染した個体の保護、住民への環境教育や啓発活動などを行っている。
また、種の保存法の指定を受けて、福岡市動植物園で人工飼育、繁殖計画が開始されている。同園では2000年と2001年にそれぞれ1頭の子ネコが誕生しており、その後も多くの子ネコが誕生し飼育されている。2004年3月から、加齢のため野生に帰せず繁殖もできないオスとメスの個体それぞれ1頭の一般公開を始めた。
さらに、環境省は2006年9月、飼育を分散し繁殖を目指すことにし、新たに井の頭自然文化園とよこはま動物園ズーラシアにオス・メス1頭ずつを移送して飼育し繁殖の試みを始めた。分散飼育の目的は感染症や災害等発生時のリスク回避、および遺伝的多様性の維持である。その後上記に加え、2007年11月に、富山市ファミリーパーク、つづいて九十九島動植物園、東山動植物園、盛岡市動物公園、沖縄こどもの国、京都市動物園と分散飼育を実施する園館を増やしていたが、繁殖の停滞と飼育下繁殖個体の高齢化が問題となった。このため、環境省は2013年に繁殖の可能性が高い年齢の個体を拠点となる園へ集約し、2014年に福岡市動植物園および九十九島動植物園で5年ぶりに繁殖に成功させている。
このほか、国指定鳥獣保護区の設置など生息地の保全措置、地元自治体やNPOによる保護啓発活動が行われている。
2004年10月には、インターネットオークションにツシマヤマネコの剥製を出品した男性と、これを落札して譲り受けた中学生とその父親が、種の保存法違反容疑で、長崎県警察から長崎地方検察庁に書類送検されている。
2013年10月18日、対馬市に住む男性が自宅で飼育していたメスのツシマヤマネコの治療を対馬野生生物保護センターに要請し、同センターで治療したが約9時間後に死亡した。この個体は15歳から16歳と推定され、老衰死とみられている。15年ほど前にけがをしているところを保護し、そのまま飼育していたという。ツシマヤマネコを一般の家庭で飼育するのは種の保存法に抵触するが、悪質性が低いとして男性を厳重注意にとどめている。ただし、男性の行為自体は違法であったものの、野生での寿命が8-10年程度と言われるツシマヤマネコが15年以上にわたって飼育された例は大変貴重で過去に2例しかなく、対馬野生生物保護センターでは今後の参考に男性から飼育方法などを聞き取るという。
2021年3月18日、 よこはま動物園ズーラシアにおいて国内初の人工繁殖に成功した。

#### 対馬野生生物保護センター、ツシマヤマネコ野生順化ステーション

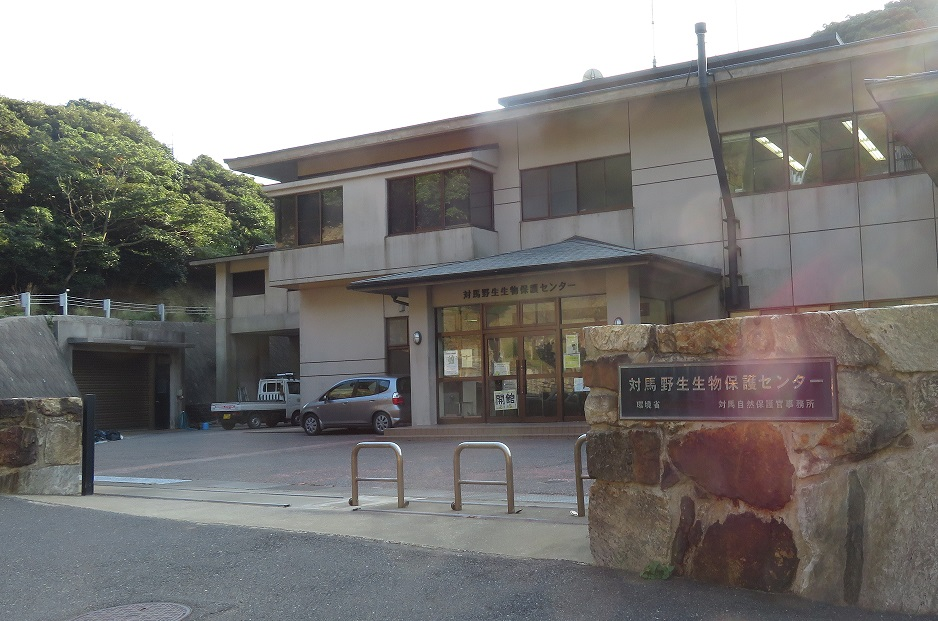
対馬野生生物保護センター

環境省は対馬市に、対馬野生生物保護センターを棹崎公園（上県町）内に、ツシマヤマネコ野生順化ステーションを鮎もどし公園（厳原町）に開設している。
対馬野生生物保護センターは1997年開所で、ツシマヤマネコの調査や研究、傷病を負った状態で見つかった個体の救護を担っている。
ツシマヤマネコ野生順化ステーションでは、動物園での繁殖個体や保護したツシマヤマネコを対馬の自然で生きられるよう訓練する態勢をとってきた。約8億円を投じて六つの野生順化ケージ（面積は合計約2.6ヘクタール）を設け、草原、田畑、ため池といった対馬に実際ある自然環境を再現して、馴れされることができる。
初の放獣は2024年4月22日、上県町の山で行なわれたが、5月18日に死体で発見された。この個体は推定生後2か月のオスで、2023年7月、交通事故に遭ったとみられる状態で保護された。保護センターで治療やリハビリを受けたあと、2023年10月にツシマヤマネコ野生順化ステーションに移された、「ひかり」と名付けられた。草原やため池など、対馬の自然を再現した場所で生きたネズミを捕まえたり、木登りをしたりと、自然の中で生きていけるようおよそ半年にわたって訓練が重ねられた。

### 保護の歴史
- 1949年：非狩猟鳥獣に指定され、狩猟禁止[19]。
- 1971年：国の天然記念物に指定[19]。
- 1985年：「ツシマヤマネコ第一次生息特別調査」実施（〜1987年）[19]。
- 1989年：国設伊奈鳥獣保護区設定、保護事業開始（長崎県に委託）[19]。
- 1991年：環境庁「レッドデータブック」で「絶滅危惧種」に評価される。
- 1993年：「ツシマヤマネコを守る会」結成。
- 1994年 種の保存法（1992年）に基づき、「国内希少野生動植物種」に指定[19]。「ツシマヤマネコ第二次生息特別調査」実施（〜1996年）[19]。環境庁が長崎県に委託。
- 1995年：「ツシマヤマネコ保護増殖事業計画」告示[19]。環境庁・林野庁ともに事業開始[19]。
- 1996年：FIV（ネコエイズ）感染個体が発見される。
- 1997年：上県郡上県町（現在の対馬市上県町）に「対馬野生生物保護センター」開所[24][19]。「ツシマヤマネコ第二次生息特別調査」の結果発表。
- 1998年：「ツシマヤマネコ保護増殖事業連絡協議会」設置。環境庁の新レッドリストで「絶滅危惧IA類」に評価される[19]。
- 2000年：福岡市動植物園において初の子ネコ（メス）が誕生[27][19]。
- 2001年：「ツシマヤマネコを語る集い」開催（11月3日 そば道場）。約100名参加。
- 2002年：「ツシマヤマネコ第三次生息特別調査」実施（〜2004年）。「ツシマヤマネコ応援団」結成。
- 2003年 対馬野生生物保護センターにおいてFIV感染個体「つしまる」（オス）の一般公開開始。
- 2005年：「ツシマヤマネコ第三次生息特別調査」の結果発表[18]。2000年代前半の推定生息数は約80-110頭[18]。
- 2006年：ツシマヤマネコ保全計画づくり国際ワークショップ開催（1月9-11日 美津島文化会館）内外から約120名参加[19]。
- 2007年：ツシマヤマネコ応援団 舟志の森づくりスタート ヤマネコの住環境である森林の保全活動を開始。センターの公開個体が「つつじ」（メス：FIV感染個体）に交代。初代公開個体の「つしまる」が死亡。鳥獣の保護及び狩猟の適正化に関する法律施行規則」が改正。長崎県「第10次鳥獣保護事業計画」策定。とらばさみの使用が禁止される。長崎県が厳原町内山地区に設置していた自動撮影カメラにツシマヤマネコが写る。下島で23年ぶりに生息が確認された[19]。
- 2008年：センターの公開個体が「つつじ」から「福馬」（オス：福岡市動物園生まれ）に交代。ツシマヤマネコ保護に関する市民シンポジウム開催（3月23日 上県地区公民館）。
- 2009年：「つつじ」死亡。厳原町小浦の九電工対馬営業所敷地内で同年春生まれと思われる亜成獣のオス（体重1130g）が保護[45][19]。
- 2010年：対馬野生生物保護センター改装。対馬市ネコ適正飼養条例施行（7月1日）[46][47]。
- 2011年：ツシマヤマネコ野生復帰シンポジウム開催（1月23日 対馬市交流センター。約320名参加）。「舟志の森自然学校」開校。過去一年間で7頭の交通死亡事故が発生したためツシマヤマネコ交通事故非常事態宣言を発令。美津島町黒瀬（下島）の山中において対馬市民が生体動画の撮影に成功。下島では、2007年以降2回の静止画撮影には成功しているが、動画撮影されたのは今回が初となる。
- 2012年：域外での繁殖のため捕獲した最初の個体（No.1 オス）が死亡。推定15歳。
- 2013年
  - 4月11日：下島の鮎もどし公園内に、環境省のツシマヤマネコ野生順化センターが完成。
  - 5月：ツシマヤマネコ生息調査（第四次調査、2010-2012）公表[19]。
- 2024年
  - 4月22日：ツシマヤマネコ野生順化ステーションで保護・訓練した個体を初めて野生放獣[41]。

### 種の保全状態評価
- 絶滅危惧IA類 (CR)（環境省レッドリスト）[1]

- 日本国指定の天然記念物（1971年指定）
- 日本国指定の国内希少野生動植物種（種の保存法） - 1994年
- 長崎県版レッドデータブック -絶滅危惧IA類

## ツシマヤマネコ公開展示施設
日本の施設では30頭（オス18頭、メス12頭）のツシマヤマネコが飼育されている（一時的な保護を除く。2014年11月28日時点）。そのうち公開展示している施設は次の10施設（2012年4月28日時点）。
なお、福岡市動物園（飼育頭数 9頭。公開されている「ゴクウ」の他に、8頭を飼育している ）のように複数飼育している施設でも全頭数を公開しているわけではない。非公開の個体は原則として繁殖を目的に飼育しており、また、施設で繁殖した個体は将来的に野生に戻す構想もあるので非公開としている。
- 対馬野生生物保護センター：かなた（オス）[49]センターは保護のみで、繁殖の取り組みはしていない。
- 福岡市動物園：ゴクウ（オス）は福岡市動物園生まれ。
- 井の頭自然文化園：2015年10月7日（水）から再公開[50]。
- よこはま動物園ズーラシア：いっちゃん（オス）福岡市動物園生まれ。さんちゃん（オス）は 福岡市動物園生まれ。令和2年8月2日に死去した。
- 富山市ファミリーパーク：ヤマ（オス）とナオ（メス）は福岡市動物園生まれ、シンゲン（オス）は対馬で保護。
- 西海国立公園九十九島動植物園：つしまる（オス）は福岡市動物園生まれ。
- 東山動植物園：ひなた（メス）は福岡市動物園生まれ。Beny_sumo(オス)は美津島町で保護[51]。ゆうき（勇希、オス）は京都市動物園生まれ[52]。
- 盛岡市動物公園：トラジロウ（オス）は福岡市動物園生まれ。
- 沖縄こどもの国：ふくた（オス）は福岡市動物園生まれ。
- 京都市動物園：みやこ（メス）は福岡市動物園生まれ。

## 参考資料
- 太田京子『ツシマヤマネコって、知ってる？ - 絶滅から救え! わたしたちにできること』岩崎書店〈ノンフィクション・生きるチカラ 2〉、2010年7月31日。ISBN 978-4265042883。
- “厳原でヤマネコ保護 - 下島では数十年ぶり”. 長崎新聞 (長崎新聞社). (2009年12月29日)（#太田 (2010)の31頁に転載されている）
- 増田隆一「陸橋とヒトと生物の渡来 遺伝子からみたイリオモテヤマネコとツシマヤマネコの渡来と進化起源」『地学雑誌』第105巻第3号、東京地学協会、1996年、354-363頁、CRID 1390001204229019520、doi:10.5026/jgeography.105.3_354、ISSN 0022135X。
  - 〈関連研究〉イリオモテヤマネコ・ツシマヤマネコの進化起源の解明と種内変異の分子系統学的研究 KAKEN 科学研究費助成事業、研究課題/領域番号:07740650、1995年

## 関連資料
（著者・編者の五十音順）
ウェブサイト
- 本田裕子、林宇一、玖須博一、前田剛、佐々木真二郎「ツシマヤマネコの保護に関する住民意識 - 対馬市全域住民を対象にしたアンケート調査から」『東京大学農学部演習林報告』第122巻、東京大学大学院農学生命科学研究科附属演習林 発行、2010年、41-64頁、2010年10月17日閲覧。

書籍
- ツシマヤマネコBOOK編集委員会 著 著、対馬野生生物保護センター（環境省）監修 編『ツシマヤマネコ - 対馬の森で、野生との共存をめざして』（改訂版）長崎新聞社、2008年。ISBN 978-4931493896。
- 久田雅夫 著、戸川幸夫 解説 編『絶滅危惧種ツシマヤマネコ - 絶滅の危機に瀕する対馬の愛しき野生動物たち』風人社、1992年。ISBN 978-4938596040。
- 山村辰美 著、今泉忠明 監修 編『ツシマヤマネコの百科』データハウス、1996年。ISBN 978-4887183230。